# Hermann-Gocht-Haus

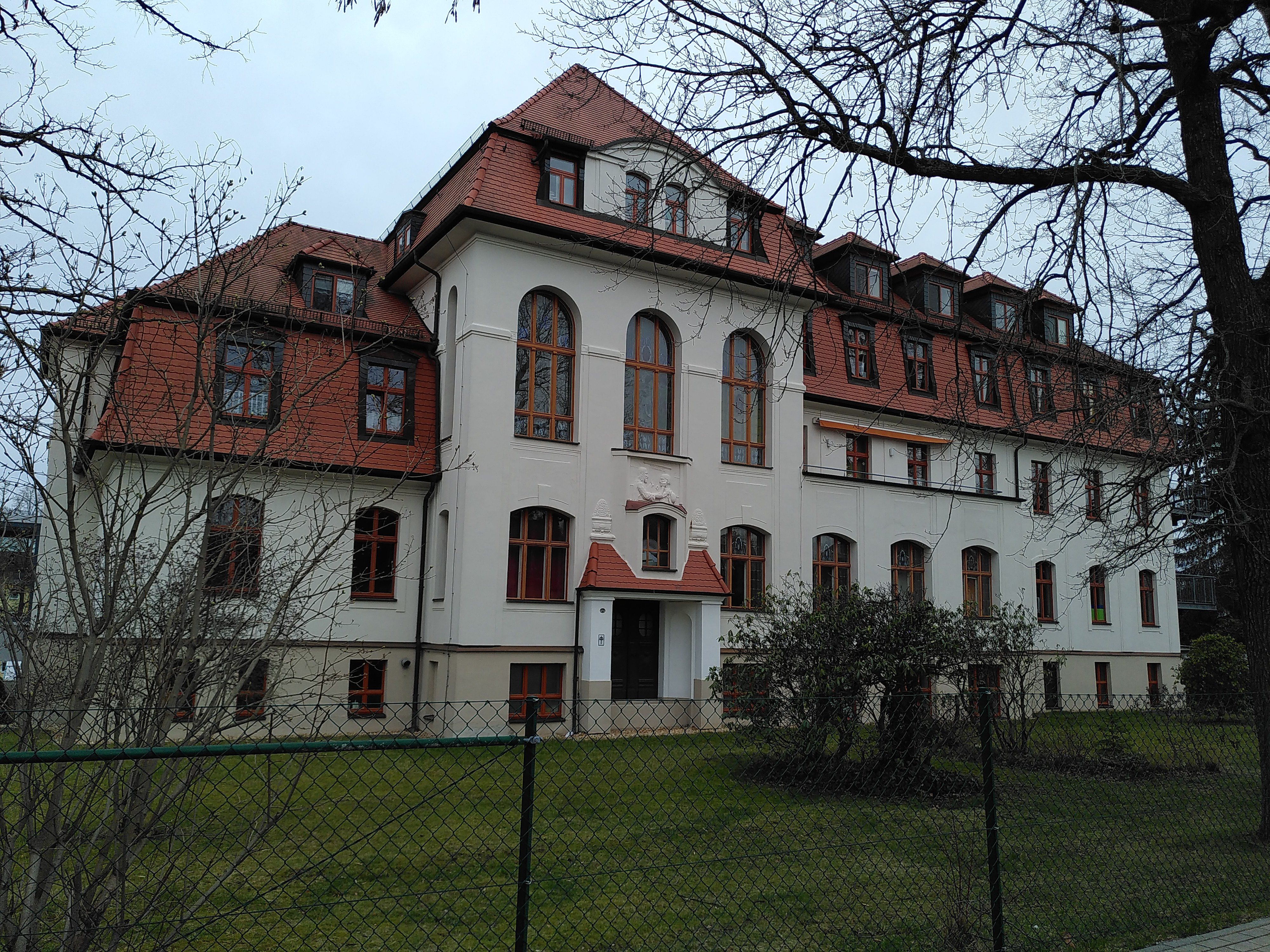
Altbau des Hermann-Gocht-Hauses (2024)

Das Hermann-Gocht-Haus im Zwickauer Stadtteil Weißenborn ist ein christlich geprägtes Wohnheim für Gehörlose und Hörgeschädigte sowie Mehrfachbehinderte. Die Anfangszeit ist eng mit dem Leben des späteren Namensgebers verknüpft. Nach der deutschen Einheit wurde das Heim der Diakonie durch einen Neubau erweitert.

## Architektur
Der Altbau von 1914 ist ein Putzbau im zeittypischen Jugendstil. Ein Relief über dem historischen Haupteingang zeigt einen Tauben, der Jesus bittet, ihn hörend zu machen. Dieser weist einladend auf die Buchstaben „HEIM“. Damit ist der Anspruch formuliert, den Bewohnenden ein verständliches Umfeld zu bieten. Zur optimalen Kommunikation gibt es große Fenster und breite Gänge.
Der moderne Neubau von 2001 besteht aus grauen Quadern. Einer davon dient als ebenerdige seitliche Verbindung zum Altbau. Im Zentrum steht aber eine schräge Fassade aus Glaselementen und eine gelbe gerade Wand. Auf letzterer ist silbern das Diakonie-Zeichen und der aktuelle Name „Hermann-Gocht-Haus“ abgebildet.

## Hermann Gocht
Gründer des Heims war Hermann Gocht (* 14. November 1862 in Ebersbach; † 23. Dezember 1959), Zwickauer Pfarrer und erster Sächsischer Gehörlosenseelsorger.

### Bis zur Heimgründung
Gocht wuchs im Osten des Königreichs Sachsen als Kind eines gleichnamigen Färbermeisters auf. Prägend war der frühe Kontakt mit einem gehörlosen Nachbarskind. Nach Volksschule und Gymnasium ging Gocht nach Leipzig um evangelische Theologie an der dortigen Universität zu studieren. Nach dem Abschluss war er ab 1887 drei Jahre Hilfslehrer an der örtlichen Gehörlosenschule.
1891 zog Gocht nach Zwickau und blieb dort: An der Marienkirche war er zunächst Kandidat im Predigtamt, später vollwertiger Pfarrer und Sächsischer Gehörlosenseelsorger. Gocht hielt monatliche Sondergottesdienste in Deutscher Gebärdensprache (DGS), zweimal im Jahr mit Abendmahl. Die Kommunikation mit Taubblinden erfolgte über Lormen. Das Gottesdienstzimmer befand sich in der nordwestlichen Ecke der Kirche, also links des Haupteingangs. Zwickaureisen waren für Betroffene aus dem Sächsischen Königreich bis 1893 kostenlos, danach nur noch ermäßigt. Zudem setzte die Stadt ab 1903 Gocht als Gebärdensprachdolmetscher bei der Kommunikation von Ämtern ein. Er organisierte ferner den ab 1908 jährlich stattfindenden Sächsischen Taubblindentag.

### Heimgründung und -verwaltung
Der 1905 aus der sächsischen Lehrerschaft heraus gegründete Fürsorgeverein für Taubstumme [!] im Königreich Sachsen strebte ein Heim an, um die prekäre Lage der Zielgruppe abzufedern, denn die herkömmlichen Armen- und Pflegehäuser waren auf diese nicht eingestellt, was zu besonderer sozialer Isolation führte. Gocht setzte diese Idee in seiner Stadt um. Dafür organisierte er Unterstützung: Die Baukosten übernahm der taubgeborene Kommerzienrat Friedrich Falck, der aus seiner hohner steinkohleindustriellen Erbschaft insgesamt 120.000 Mark spendete. Weiterhin spendeten Kommerzienrat Carl Wolf (6.000 Mark für das Grundstück), zwei anonyme Frauen (5.500 Mark) und die Stadt Zwickau (1.000 Mark). Neben dieser finanziellen Unterstützung gab es auch direkte: Großkaufmann Simon Schocken stiftete die Inneneinrichtung. Der Architekt des Hauses Gustav Hacault und der des Gartens Paul Lorenz verzichteten jeweils auf ihr Gehalt. Langfristig sollte der Betrieb durch Vermögenszinsen des bereits 1900 gegründeten Sächsischen Taubstummenbundes (?) sowie durch Gelder der Herkunftsgemeinden der Bewohnenden sichergestellt werden.
Das Sächsische Taubstummenheim wurde am 29. Juni 1913 eingeweiht, fast exakt ein Jahr nach Baubeginn. Das Programm, bei dem 500 Taube sowie der Staats- und Kultusminister Heinrich Gustav Beck anwesend waren, beinhaltete einen Festgottesdienst in der Marienkirche, ein Festessen in der Herberge Zur Heimat und die Besichtigung der Einrichtung. In diesem Zuge entstand auch die Samuel-Heinicke-Straße, an dessen Hausnummer 16 das Heim steht. Trotz dieses konservativen Rückbezugs waren Gocht und sein Heim verhältnismäßig fortschrittlich:
- nicht nur Pflege, sondern auch Beschäftigung: „Wohnen und Pflegen, Arbeiten, Kommunikation, Freizeit, Feiern und geistlichem Leben“
- viel Raum im Haus als auch außerhalb, beispielsweise Doppelzimmer statt Schlafsäle
- bilingualer Unterricht und Würdigung von Gebärdensprache statt ausschließlicher Oralismus

Als der sächsische König Friedrich August III. am 23. April 1914 das König-Albert-Museum am heutigen Platz der Völkerfreundschaft einweihte, besuchte er am Nachmittag auch das Heim. Im Speisesaal wurde ein großes Bild des Monarchen enthüllt. Die Hälfte der zu diesem Zeitpunkt 16 Bewohnenden war zusätzlich blind. Um die Qualität der Sinneswahrnehmungen zu steigern, soll der König im Nachgang Zigarren geschickt haben.
Für den Ersten Weltkrieg zeichnete der Fürsorgeverein für Taubstumme anfangs noch 4500 Mark Kriegsanleihe. Über die Zeit verschlechterten sich aber einerseits die Einnahmen. Andererseits kamen die Ausgaben zunehmend auch Kriegsgeschädigten zu und damit weniger dem Heim. Um die finanzielle Situation zu stabilisieren, konstituierte sich am 27. September 1917 der nun lokale Verein Sächsisches Taubstummenheim in Zwickau. Gocht war Vorsitzender und übernahm nun so die Verwaltung. Simon Schocken und andere städtische Persönlichkeiten waren im Vorstand vertreten. Zu größerer finanzieller Sicherheit durch Unabhängigkeit sollte Landwirtschaft beitragen: Entsprechend wurde das Grundstück von 7 ha auf 35,6 ha erweitert. Dennoch war die Inflation spürbar.
Gocht war Gründungsmitglied des Reichsverbands der Gehörlosen Deutschlands (ReGeDe).

### Ruhestand
Gocht ging 1930 in den Ruhestand. Für die Stadt war das Anlass die hinter dem Heim, parallel zur Samuel-Heinicke-Straße verlaufende Gochtstraße entsprechend zu benennen (Erstnennung 1932).
Gocht war während der Weimarer Republik Monarchist geblieben und stand dem NS-Regime zunächst positiv gegenüber. So wurde im Speisesaal ein Hitlerporträt neben dem erhaltenen Königsbild von 1914 aufgehängt. Zum 25-jährigen Jubiläum 1938 war der jüdische Unterstützer Simon Schocken, der bereits 1929 gestorben war, in der Festschrift unsichtbar. Gocht hingegen wurde bei diesem Anlass mit der Wichern-Plakette der Inneren Mission ausgezeichnet.
1940 bedrohte das rassenhygienisch und kriegswirtschaftlich motivierte Massenmordprogramm Aktion T4 unmittelbar das als „lebensunwert“ bezeichnete Leben von Heimbewohnenden, woraufhin Gocht verdeckt Widerstand leistete: Zunächst musste Gocht zu allen 44 je einen Meldebogen ausfüllen und zur Zentraldienststelle T4 schicken. Am 30. September wurden 5 Bewohnende in die als Geisteskrankenanstalt Zschadraß im heutigen Colditz getarnte Zwischenstation gebracht, um sie von dort nach einigen Tagen in die Tötungsanstalt Pirna-Sonnenstein zu bringen und zu vergasen. Die grundsätzliche Gefahr ahnend reiste Gocht umgehend nach Zschadraß und sprach bei dem Leitenden Arzt Max Alwin Liebers vor, der sich nicht entscheidungsbefugt gab. Am Folgetag beim Innenministerium in Dresden trat er in der Sache naiv – nur sein Heim sei ein angemessener Ort –, aber selbstbewusst auf. Das war erfolgreich: Nach zehn Tagen wurden die 5 Bewohnenden zurückgebracht.
Bei einem amerikanischen Luftangriff am 7. Oktober 1944 kam es zu leichteren Schäden am Heim. Durch die Aufnahme von Ausgebombten, durch amerikanische Beschlagnahmung wohnungslos Gewordenen und Geflüchteten erreichte das Heim mit Angestellten und regulären Bewohnenden einen Personenstand von 103. Die Ressourcen waren durch Raub, Beschlagnahmung und Lieferengpässe zusätzlich reduziert, sodass die Versorgungslage sehr schlecht war. Die Mangelernährung führte zu weniger Arbeitsleistung, ein Teufelskreis, und zu schlechter Gesundheit: Noch 1947 gab es drei Todesfälle infolge von Tuberkulose. Zu den materiellen Problemen kamen institutionelle Herausforderungen. Die Initiative aus der Ost-CDU die Stätte in ein städtisches Kinderheim umzuwandeln wurde im Stadtrat abgelehnt. Ein Befehl zur Auflösung aller Vereine in der Sowjetischen Besatzungszone wurde mit der Umbenennung des im Ersten Weltkrieg gegründeten Vereins in Sächsisches Kirchliches Taubstummenheim Zwickau umgangen. Nach und nach stabilisierte sich zwar das Heim in der DDR, dennoch war Mangelwirtschaft eher Regel als Ausnahme.
Die Leipziger theologische Fakultät, an der Gocht studiert hatte, verlieh ihm 1956 die Ehrendoktorwürde bevor er 1959 starb.

### Familie
Gocht hatte mindestens ein Kind namens Gotthold. Über die Mutter und mögliche weitere Kinder schweigen die herangezogenen Quellen.

## Seit dem BRD-Beitritt

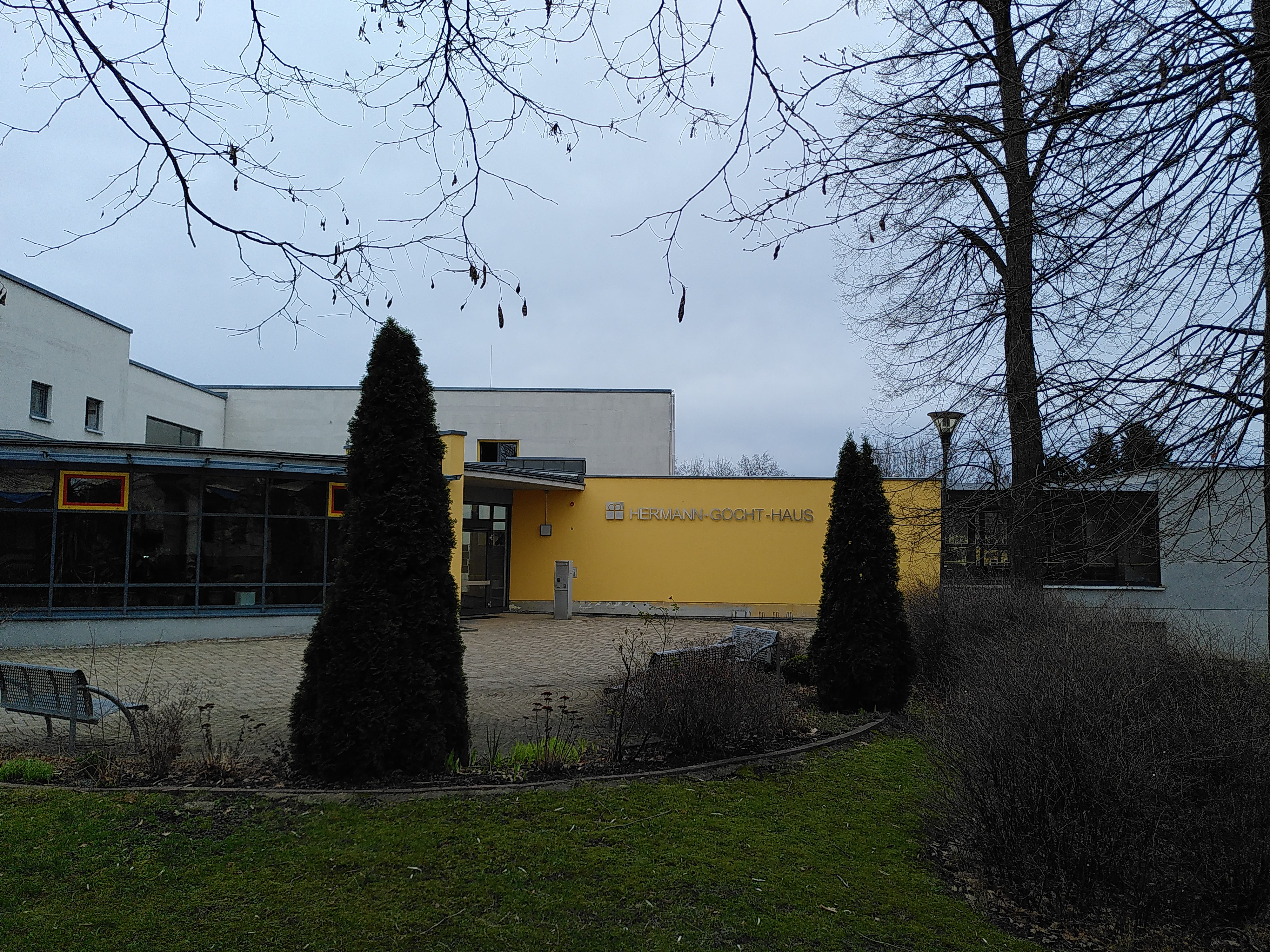
Teil des Neubaus (2024)

Nach dem BRD-Beitritt war der Zustand des Heims nicht mehr zeitgemäß. Im Oktober 2001 wurde ein Neubau mit Wohneinheiten und einer Werkstatt für behinderte Menschen fertiggestellt, der mit dem historischen Altbau baulich verbunden ist. In diesem Zuge wurde auch der ursprüngliche, überkommene Name durch Hermann-Gocht-Haus ersetzt. Der Altbau hingegen erfüllte gesetzliche Anforderungen nicht mehr und war deshalb 2002 leergezogen. Erst 2006 begann die Sanierung. Das 2,5-Millionen-Euro-Projekt wurde schließlich im Juli 2007 abgeschlossen und eingeweiht.
Das 2013 gefeierte einhundertjährige Jubiläum trug das Motto „Einander verstehen“. Passend dazu predigte eine taube Theologiestudentin zu den Emmausjüngern. Grußworte sprachen unter anderem die damalige Oberbürgermeisterin Pia Findeiß (SPD) und Martin Zierold (Grüne).
Der Altbau ist eines der Weißenborner Kulturdenkmäler nach § 2 SächsDSchG. Das Heim ist eine überregionale Einrichtung der Eingliederungshilfe nach § 54 SGB XII, zuvor nach § 39 BSHG. Diese Angaben sind ohne Gewähr.